# Voleibol de praia nos Jogos Mundiais Militares de 2019
As competições de voleibol de praia nos Jogos Mundiais Militares de 2019 foram disputadas entre os dias 19 e 26 de outubro. Os eventos foram realizados no Qingshan District Beach Volleyball Center e Hanyang District Beach Volleyball Center. Nos jogos militares de 2019 foram disputadas duas medalhas de ouro, uma para cada sexo.

## Calendário
| Outubro            | 16 | 17 | 18 | 19 | 20 | 21 | 22 | 23 | 24 | 25 | 26 |
| ------------------ | -- | -- | -- | -- | -- | -- | -- | -- | -- | -- | -- |
| Voleibol feminino  |    |    |    |    |    |    |    |    |    |    | •  |
| Voleibol masculino |    |    |    |    |    |    |    |    |    |    | •  |

|  | Dia de competição |  | Dia de final |

## Medalhistas
| Evento             | Ouro                                             | Prata                                       | Bronze                                      |
| ------------------ | ------------------------------------------------ | ------------------------------------------- | ------------------------------------------- |
| Feminino detalhes  | Wang Fan · Xia Xinyi · China                     | Taiana Lima · Talita Antunes · Brasil       | Nadezda Makroguzova · Daria Rudykh · Rússia |
| Masculino detalhes | Bruno Oscar Schmidt · Evandro Gonçalves · Brasil | Bennet Poniewaz · David Poniewaz · Alemanha | Nouh Aljalbubi Mazin Alhashmi Omã           |

## Quadro de Medalhas
| Ordem | País     | Medalha de ouro | Medalha de prata | Medalha de bronze | Total |
| ----- | -------- | --------------- | ---------------- | ----------------- | ----- |
| 1     | Brasil   | 1               | 1                |                   | 2     |
| 2     | China    | 1               |                  |                   | 1     |
| 3     | Alemanha |                 | 1                |                   | 1     |
| 4     | Omã      |                 |                  | 1                 | 1     |
| 4     | Rússia   |                 |                  | 1                 | 1     |